# Mau (distrikt)
Mau (hindi: मऊ ज़िला, urdu: مئو ضلع) er et distrikt i den indiske delstat Uttar Pradesh. Distriktets hovedstad er Mau. 

## Demografi
Ved folketællingen i 2011 var der 2,205,170 indbyggere i distriktet, mod 1,853,997 i 2001. Den urbane befolkning udgør 22,66 % af befolkningen.
Børn i alderen 0 til 6 år udgjorde 14,85 % i 2011 mod 20,17 % i 2001. Antallet af piger i den alder per tusinde drenge er 946 i 2011.